# Life on Death Road
Life on Death Road è il nono studio album degli Jorn, la band del cantante hard rock heavy metal norvegese Jørn Lande.

## Tracce
1. Life On Death Road
2. Hammered to the Cross (The Business)
3. Love Is the Remedy
4. Dreamwalker
5. Fire to the Sun
6. Insoluble Maze (Dreams in the Blindness)
7. I Walked Away
8. The Slippery Slope (Hangman’s Rope)
9. Devil You Can Drive
10. The Optimist
11. Man of the 80's
12. Blackbirds

## Formazione
- Jørn Lande - Voce
- Alex Beyrodt - Chitarre
- Alessandro Del Vecchio - tastiere
- Mat Sinner - Basso
- Francesco Jovino - Batteria